# جوک برای مادر زن یا مادر شوهر
جوک برای مادر زن یا مادر شوهر (به انگلیسی: Mother-in-law joke) جوک یا لطیفه‌ای که در رابطه با داماد و مادر زن یا عروس و مادر شوهر باشد. دلیل رواج این جوک‌ها این است که معمولاً مادرها، عروس یا داماد خود را متناسب با فرزندشان نمی‌دانند و این مسئله موقعیت مناسبی برای طنز پردازان به وجود می‌آورد.

## نمونه جوک برای مادر زن
- مادر زن سلام (فیلم)

## نمونه جوک برای مادر شوهر
- مادرشوهر هیولا (انگلیسی: Monster-in-Law)
- فیلم عروس و مادر شوهر